# Liste der Kulturdenkmäler in Steinfeld (Pfalz)
In der Liste der Kulturdenkmäler in Steinfeld sind alle Kulturdenkmäler der rheinland-pfälzischen Ortsgemeinde Steinfeld aufgeführt. Grundlage ist die Denkmalliste des Landes Rheinland-Pfalz (Stand: 14. August 2023).

## Denkmalzonen
| Bezeichnung             | Lage                                | Baujahr | Beschreibung | Bild                           |
| ----------------------- | ----------------------------------- | ------- | --- | ------------------------------ |
| Denkmalzone Höckerlinie | südlich und westlich des Ortes Lage | um 1939 | Überreste des Westwalls, neunzügige Höckerlinie von mehreren hundert Metern Länge, Betonblöcke in Form stumpfer Pyramiden | weitere Bilder Fotos hochladen |
| Denkmalzone Redoute     | südlich des Ortes im Bienwald Lage  | 1704–06 | Teil der Weißenburger Linien, 1704–06 von Marschall Claude-Louis-Hector de Villars angelegt; Befestigungssystem zwischen Lauterbourg und Wissembourg zur Flutung des Lautertals; Ringwall aus Erdwerk, umgeben von einem Wassergraben | weitere Bilder Fotos hochladen |

## Einzeldenkmäler
| Bezeichnung                          | Lage                                          | Baujahr                            | Beschreibung | Bild                           |
| ------------------------------------ | --------------------------------------------- | ---------------------------------- | --- | ------------------------------ |
| Skulptur                             | Alte Landstraße Lage                          | um 1900                            | Herz-Jesu-Figur, um 1900 | Fotos hochladen                |
| Wegekreuz                            | Alte Landstraße Lage                          | 1891                               | Kreuz auf Tischsockel, bezeichnet 1891 (?) | Fotos hochladen                |
| Katholische Pfarrkirche St. Leodegar | Bahnhofstraße Lage                            | erste Hälfte des 13. Jahrhunderts  | Westturm, erste Hälfte des 13. Jahrhunderts, 1900 aufgestockt, spätbarockes Langhaus, 1769, Architekt Johann Leonhard Stahl, Chor und Sakristei 1774–77, Architekt Johann Weißenbach, Weißenburg | weitere Bilder Fotos hochladen |
| Portal                               | Obere Hauptstraße, an Nr. 10 Lage             | Ende des 18. Jahrhunderts          | spätbarockes Oberlichtportal, Ende des 18. Jahrhunderts | BW                             |
| Wohnhaus                             | Obere Hauptstraße 11 Lage                     | 18. Jahrhundert                    | barockes Fachwerkhaus, 18. Jahrhundert | Fotos hochladen                |
| Hofanlage                            | Obere Hauptstraße 16 Lage                     | 1733                               | Hakenhof; barockes Fachwerkhaus, 1733 | Fotos hochladen                |
| Wohnhaus                             | Obere Hauptstraße 28 Lage                     | 1786                               | spätbarockes Fachwerkhaus, teilweise massiv, bezeichnet 1786 (Bild) | weitere Bilder Fotos hochladen |
| Hofanlage                            | Untere Hauptstraße 32/34 Lage                 | 18. Jahrhundert                    | barocker Dreiseithof, 18. Jahrhundert; zwei eingeschossige Fachwerkhäuser, teilweise massiv | Fotos hochladen                |
| Bildstock                            | Untere Hauptstraße, bei Nr. 94 Lage           | 1726                               | Bildstock, bezeichnet 1726 und 1829 | Fotos hochladen                |
| Friedhofskreuz                       | nördlich des Ortes auf dem Friedhof Lage      | zweite Hälfte des 19. Jahrhunderts | Friedhofskreuz, zweite Hälfte des 19. Jahrhunderts | Fotos hochladen                |
| Wegekreuz                            | nordöstlich des Ortes an der L 544/L 546 Lage | 1919                               | Wegekreuz, bezeichnet 1919 | Fotos hochladen                |
| Kreuzigungsgruppe                    | südwestlich des Weilers Kleinsteinfeld Lage   | 1814                               | nachbarocke Skulpturen, klassizistische Sockel, Rotsandstein, bezeichnet 1814 | Fotos hochladen                |